# Hadley (Minnesota)
Hadley es una ciudad ubicada en el condado de Murray en el estado estadounidense de Minnesota. En el Censo de 2010 tenía una población de 61 habitantes y una densidad poblacional de 60,24 personas por km².

## Geografía
Hadley se encuentra ubicada en las coordenadas 44°0′7″N 95°51′20″O / 44.00194, -95.85556. Según la Oficina del Censo de los Estados Unidos, Hadley tiene una superficie total de 1.01 km², de la cual 0.72 km² corresponden a tierra firme y (29.16%) 0.3 km² es agua.

## Demografía
Según el censo de 2010, había 61 personas residiendo en Hadley. La densidad de población era de 60,24 hab./km². De los 61 habitantes, Hadley estaba compuesto por el 100% blancos, el 0% eran afroamericanos, el 0% eran amerindios, el 0% eran asiáticos, el 0% eran isleños del Pacífico, el 0% eran de otras razas y el 0% pertenecían a dos o más razas. Del total de la población el 0% eran hispanos o latinos de cualquier raza.